# Романов Олександр Тимофійович
Олександр Тимофійович Романов (1912, місто Черкаси — 2 жовтня 1969, місто Київ) — радянський діяч, завідувач відділу торгово-фінансових і планових органів ЦК КПУ, директор Українського науково-дослідного інституту торгівлі і громадського харчування.

## Життєпис
Народився в родині селянина-бідняка. Закінчив агро-економічний технікум.
Після закінчення технікуму працював економістом у колгоспах та на промислових підприємствах.
У 1937 році закінчив Московський плановий інститут.
З 1937 до 1945 року працював на відповідальній роботі в Народному комісаріаті харчової промисловості СРСР, Народному комісаріаті державного контролю СРСР та в Народному комісаріаті державного контролю Української РСР.
Член ВКП(б) з 1940 року.
У квітні 1945 — листопаді 1948 року — заступник завідувача відділу кадрів радянських органів Управління кадрів ЦК КП(б)У.
З листопада 1948 року — на відповідальній роботі в апараті ЦК КП(б)У.
У квітні 1951 — червні 1953 року — заступник завідувача планово-фінансово-торговельного відділу ЦК КП(б)У.
У червні 1953 — серпні 1954 року — заступник завідувача відділу адміністративних і торговельно-фінансових органів ЦК КПУ.
У серпні — вересні 1954 року — заступник завідувача відділу торгово-фінансових і планових органів ЦК КПУ.
У вересні 1954 — січні 1956 року — завідувач відділу торгово-фінансових і планових органів ЦК КПУ.
З січня 1956 року — заступник міністра торгівлі Української РСР.
У 1966 — 2 жовтня 1969 року — директор Українського науково-дослідного інституту торгівлі і громадського харчування.
Помер 2 жовтня 1969 року в Києві.

## Нагороди
- орден «Знак Пошани»
- медалі